# Lee Meriwether
Lee Meriwether, född 27 maj 1935 i Los Angeles, Kalifornien, är en amerikansk skådespelare, före detta modell och vinnare som Miss America 1955. Under sin uppväxt var hon medlem av International Order of the Rainbow for Girls.
Meriwether spelade bland annat rollen som Betty Jones, Buddy Ebsen sekreterare och svärdotter, i det långvariga brottsdramat Barnaby Jones under 1970-talet. Rollen gav henne två Golden Globe Awards, 1975 och 1976, samt en Emmy Award 1977. Hon gjorde rollen som John Schucks långhåriga hustru, Lily Munster, i 1980-talets situationskomedi The Munsters Today, liksom för sin porträttering som Kattkvinnan i 1966-års filmversion av Batman.
Meriwether hade även en återkommande roll som Ruth Martin i såpoperan All My Children fram till slutet av serien i september 2011.